# Chińskie Stowarzyszenie Demokratycznej Budowy Państwa
Chińskie Stowarzyszenie Demokratycznej Budowy Państwa (chiń. upr. 中国民主建国会; chiń. trad. 中國民主建國會; pinyin Zhōngguó Mínzhǔ Jiànguó Huì) – jedna z ośmiu tzw. partii demokratycznych w Chińskiej Republice Ludowej.
Partia została założona w grudniu 1945 w Chongqingu w kręgach przedsiębiorców.
Partia skupia przede wszystkim ekonomistów i przedsiębiorców. Na początku 2018 roku należało do niej ponad 170 tysięcy osób. Partia ściśle współpracuje z Ogólnochińską Federacją Przemysłu i Handlu.
Partia odgrywa względnie dużą rolę w chińskim systemie politycznym – założyciel partii Huang Yanpei był wicepremierem ChRL, zaś jej przywódca w latach 1996-2007, Cheng Siwei, był członkiem Komitetu Stałego OZPL.